# Infrarotexzess
Der Begriff Infrarotexzess beschreibt in der Astrophysik einen unerwarteten Überschuss an Infrarotstrahlung. Ein Beispiel für einen beobachteten Infrarotexzess ist Beta Pictoris.

## Grundlagen
In erster Näherung kann die Strahlung von Sternen oder anderen astronomischen Objekten als die eines schwarzen Körpers beschrieben werden. Mit der Angabe einer Temperatur der Sternoberfläche kann die Verteilung der elektromagnetischen Strahlung im optischen und infraroten Spektralbereich mit Hilfe des planckschen Strahlungsgesetzes berechnet werden. Ein Infrarotexzess beschreibt einen deutlichen Überschuss an gemessener Strahlung im Infrarot im Vergleich zum erwarteten Wert nach dem Planckschen Strahlungsgesetz.

## Ursachen
Ein Infrarotexzess eines Systems entsteht durch
- eine zirkumstellare Hülle aus Staub, welche Strahlung im Optischen absorbiert, sich dabei auf einige hundert Kelvin erwärmt und die Strahlung im Infrarot wieder abstrahlt, z. B. in Staub-, Übergangs-, protoplanetaren oder Trümmerscheiben
- bei einer zirkumstellaren Hülle aus ionisiertem Gas durch thermische Bremsstrahlung
- ein nicht aufgelöster Roter oder Brauner Zwerg in einem Doppelsternsystem.

Außerdem kann ein Infrarotexzess durch äußere Einflüsse zustande kommen:
- eine Hintergrundgalaxie
- ein Vordergrundobjekt
- Interstellare Materie in Richtung des Sterns.